# (4060) Deípilo
(4060) Deípilo es un asteroide perteneciente a los asteroides troyanos de Júpiter descubierto por Guido Pizarro y Eric Walter Elst desde el Observatorio de La Silla, Chile, el 17 de diciembre de 1987.

## Designación y nombre
Deípilo fue designado al principio como 1987 YT1.
Más adelante, en 1989, se nombró por Deípilo, un personaje de la mitología griega.

## Características orbitales
Deípilo está situado a una distancia media de 5,245 ua del Sol, pudiendo acercarse hasta 4,433 ua y alejarse hasta 6,057 ua. Su inclinación orbital es 16,15 grados y la excentricidad 0,1547. Emplea 4388 días en completar una órbita alrededor del Sol.

## Características físicas
La magnitud absoluta de Deípilo es 9,4. Tiene 79,21 km de diámetro y su albedo se estima en 0,0776.